# Álvaro Fernández
Álvaro Fernández, född 11 oktober, 1985 i Villa Soriano, är en uruguayansk fotbollsspelare. Under 2014 är han utlånad till argentinska Gimnasia från den amerikanska klubben Chicago Fire i Major League Soccer.

## Spelarbiografi

### Klubbkarriär
Fernández började sin professionella karriär Atenas som då spelade i andradivisionen. Montevideo Wanderers fick upp ögonen på den kreative spelaren och tog han upp till spel i Uruguays högstaliga. Efter spel i den mexikanska klubben Puebla kom hans stora genombrott när han spelade för Nacional då man vann ligan säsongen 2008–2009, och tog sig till semifinal i Copa Libertadores. 2010 skrev han kontrakt med Seattle Sounders FC den 29 juli och debuterade i laget den 31 juli i en match mot San Jose Earthquakes.

### Landslagskarriär
Fernández har spelat i landslaget sedan 2009 och deltog under 2010 i VM i Sydafrika. Han debuterade i landslaget 1 april 2009 då man spelade mot Chile i en kvalmatch till VM.

## Meriter
- Nacional
  - Primera División de Uruguay: (1) 2008/09
- Seattle Sounders FC
  - Lamar Hunt US Open Cup: (2) 2010, 2011